# Leif Brodersen
Leif Brodersen, född 25 september 1960, är en svensk arkitekt samt associate professor i arkitektur vid KTH i Stockholm.

## Biografi
Leif Brodersen växte upp i Borlänge och började studera arkitektur på Kungliga Tekniska Högskolan (KTH) 1979 och tog examen 1985 samt Teknologie Licentiatexamen 1997.  Sedan mitten av 1990-talet har Brodersen undervisat i arkitektur vid KTH och under åren 2005-2012 var han Arkitekturskolans prodekan och akademiska ledare. Han utvecklade skolans fakultet, internationella utbyte och kompatibilitet med andra arkitekturskolor i Europa. Leif Brodersen har även författat ett antal böcker och tidningsartiklar. Han har även varit gästlärare på Nyckelviksskolan, Beckmans och Konstfack.
Brodersen var en av de arkitekter som skapade bolaget A1 Arkitekter år 1999, som 2013 bytte namn till 2BK Arkitekter där han är en av delägarna. Tillsammans med Umeå Kommun vann Leif Brodersen Sveriges Arkitekters Planpris 2012 för den Fördjupande Översiktsplanen över centrala Umeå. Som praktiserande arkitekt har Brodersen ritat ett stort antal byggnader, inredningar och stadsplaner.

## Verk i urval

### Byggnader
- Lundhags Skofabrik, Järpen, nybyggnad 1999 (i samarbete med Håkan Nilsson)[5]
- Danshögskolan i Stockholm, om- och tillbyggnad 2006-2010[6]
- Parhusområden i Stureby, nybyggnad 2019[1]

### Inredningar
- Inredning för Investors huvudkontor, 2002-2008[7]
- Nycirkushögskolan i Stockholm, 2012[1]

### Priser
- 1:a pris i allmän arkitekttävling, SBC-Bo, 1994[8][9]
- Färgpriset, 2000[5]
- Sveriges Arkitekter Planpris, 2012[10]